# Markus Kottmann
Markus Kottmann ist ein ehemaliger Schweizer Skeletonsportler.
Markus Kottmann gehörte Ende der 1980er Jahre zum Schweizer Skeleton-Nationalkader. Im November 1988 debütierte er im Skeleton-Weltcup und wurde in Calgary Neunter. Höhepunkt der Saison wurde die Skeleton-Weltmeisterschaft 1989 auf Kottmanns Heimbahn in St. Moritz, die für den Schweizer jedoch nicht gut verlief, da er disqualifiziert wurde. Seinen größten Erfolg erreichte er im Januar 1990, als er in Calgary bei einem Weltcuprennen hinter Urs Vescoli und Christian Auer Dritter wurde. Nach der Saison beendete Kottmann seine Karriere, nach der er Trainer war. Er trainierte unter anderem das Schweizer Nationalteam bei den Olympischen Winterspielen 2006 in Turin, wo Maya Pedersen-Bieri Gold und Gregor Stähli auf der Bahn von Cesana Pariol Bronze gewannen.